# Onomyšl
Onomyšl település Csehországban, a Kutná Hora-i járásban. Onomyšl Košice, Rašovice, Suchdol, Nepoměřice és Vidice településekkel határos. Lakosainak száma 338 fő (2024. január 1.).

## Népesség
A település lakosságának változását az alábbi diagram mutatja:
| Lakosok száma | 866  | 868  | 775  | 484  | 342  | 262  | 312  | 314  | 328  | 338  |
|               | 1869 | 1890 | 1921 | 1950 | 1980 | 2001 | 2017 | 2019 | 2022 | 2024 |